# Korallhibiszkusz
A korallhibiszkusz (Hibiscus schizopetalus) a mályvavirágúak (Malvales) rendjébe és a mályvafélék (Malvaceae) családjába, ezen belül a hibiszkusz nemzetségbe tartozó növényfaj. Specifikus nevét különleges szirmairól kapta: a „schizo” jelentése hasadt, a „petalus” jelentése szirom.

## Leírása
Eredeti hazája a trópusi Kelet-Afrika: Kenya, Tanzánia és Mozambik.
Csüngő ágú bokor, 1,8–3 m magas és 150–180 cm kiterjedésű, nagyon gyors növekedésű. Törzse vékony, sokszor görbe, levelei tojásdadok, 10 cm körüliek, sötétzöldek, fogazott szélűek.

## Virágai
Könnyen felismerhető, jellegzetes piros vagy rózsaszínes virágok, szirmaik nagyon visszahajlóak, mélyen szeldeltek, 6 cm körüliek. Finom, vékony szárról lógnak. Üvegházban tartva és eredeti élőhelyükön egész évben nyílnak.

## Itthoni tartásuk
Teljes napot, vagy félárnyékot, közepes vagy meleg hőmérsékletet (16-29 °C) igényel. Legjobb formáját teljes napban nyújtja. Használjunk olyan talajkeveréket ami két rész tőzeg, két rész földet és egy rész homokot vagy perlitet tartalmaz (mások 1 rész föld, 2 rész homok vagy perlit és 1 rész tőzeg keverékét ajánlják). A semleges pH-t és a jó vízelvezető talajt kedveli. A növényt mindig tartsuk nedvesen, nem bírja a kiszáradást. Havonta használjunk kiegyensúlyozott műtrágyát, amit fele olyan erősre hígítunk, mint amit előírnak. A növény cserépben nagyon nagyra nőhet, gyakran kell metszeni, hogy a megkívánt formában tartsuk. A metszés segít, hogy számtalan virágot nevelhessen, hiszen azokat az új ágakon hozza.
Általában elmondható a fajról, hogy a kínai hibiszkusznak megfelelő kezelést igényli.

## Szaporítás
Félfás ágakról szaporíthatjuk. Lassan gyökereznek, emiatt gyökereztető hormonnal kezelni kell.

## Betegségek és kártevők
Nincs speciális kártevője, de tetvesedésre hajlamos. A kevés fény, hőmérséklet ingadozás, alacsony páratartalom vagy nem rendszeres öntözés bimbó dobálást eredményezhet.

## Érdekességek
- Az USA-ban legtöbbször függőkosárban árulják és egynyáriként kezelik.
- Nagyon sok Hibiscus rosa-sinensis hibrid felmenői közt megtaláljuk, keresztezésben a mai napig gyakran használják.

## Angol elnevezései
- Coral Hibiscus (korallhibiszkusz)
- Skeleton Hibiscus (csontvázhibiszkusz)
- Chinese Lantern (kínai lámpás)
- Japanese Lantern (japán lámpás)
- Fringed Hibiscus (csipkézett hibiszkusz)